# Louis Prat
Louis Prat  (ur. w 1899, zm. w 1966) – francuski szpadzista, dwukrotny medalista mistrzostw świata.
Podczas mistrzostw świata w Wiedniu w 1931 roku Francuzi w składzie: Jacques Coutrot, Fernand Jourdant, Louis Prat, Paul Rousset i Bernard Schmetz wywalczyli srebrny medal w szpadzie drużynowej. Wynik ten Francuzi z Pratem w składzie powtórzyli na rozgrywanych dwa lata później mistrzostwach świata w Budapeszcie. 
Nigdy nie wziął udziału w igrzyskach olimpijskich.